# 하이힐을 신고 달리는 엄마
하이힐을 신고 달리는 엄마는 SBS FunE의 교육 전문 오락 프로그램이다.

## 같이 보기
- 아빠! 어디가?
- 오! 마이 베이비
- SBS FunE